# Głazik nacierniak
Głazik nacierniak (Crocallis elinguaria L.) – gatunek motyla z rodziny miernikowcowatych. 
Cechy budowy

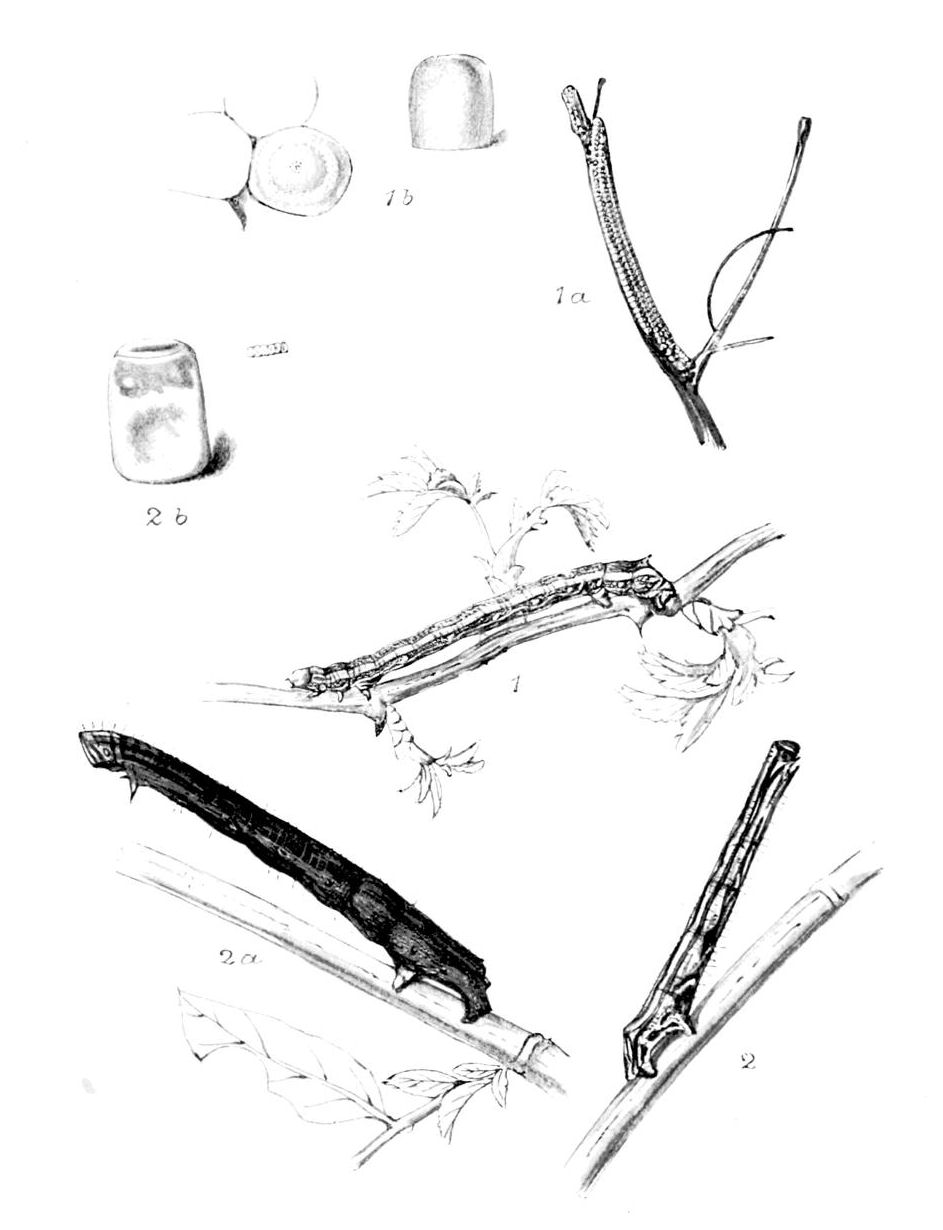
Jaja, larwa i poczwarka głazika nacierniaka

Rozpiętość skrzydeł 32-40 mm. Przednie skrzydła o barwie żółtawej lub czerwonawej, na środku z poprzeczną, ciemniejszą przepaską, która rozszerza się ku bokom skrzydeł. Na przepasce tej znajduje się czarna kropka (jedna na każdym skrzydle).
Gąsienica jest barwy od szarej do ciemnobrązowej i na jedenastym segmencie posiada mały garb.
Występowanie
W lasach, ogrodach, na bagnach. W Polsce jest dość częsty. Imago występuje od maja do sierpnia.
Tryb życia
Gąsienice żerują na liściach świerka, jodły lub modrzewia, ale także na liściach drzew liściastych oraz na tarninie i innych krzewach. Żerują nocą, za dnia natomiast odpoczywają na gałęziach rośliny. Samica składa jaja w sierpniu. Jaja te zimują, larwa wylęga się dopiero wiosną.